# Ogarjow-Nunatakker
Die Ogarjow-Nunatakker (russisch Нунатаки Огарёва Nunataki Ogarjowa) sind eine Gruppe von Nunatakkern im ostantarktischen Mac-Robertson-Land. In den Prince Charles Mountains ragen sie westlich des Mount Turnbull auf.
Russische Wissenschaftler benannten sie. Der Namensgeber ist nicht überliefert.